# Zapustek (Jaworki)
Zapustek – część wsi Jaworki w Polsce położona w województwie małopolskim, w powiecie nowotarskim, w gminie miejsko-wiejskiej Szczawnica.
W latach 1975–1998 Zapustek (ówcześnie część Szczawnicy) administracyjnie należał do województwa nowosądeckiego.